# Wolfgang Mülberger
Wolfgang Mülberger (* 21. Juni 1900 in Esslingen am Neckar; † 5. September 1983 in Stuttgart) war von 1949 bis 1954 Oberbürgermeister von Tübingen.

## Leben
Wolfgang Mülberger war der Sohn des Politikers Max von Mülberger und der Opernsängerin Elisabeth Leisinger. Er legte 1918 am Esslinger Gymnasium (das heutige Georgii-Gymnasium) das Abitur ab. Anschließend nahm er ab Juli 1918 als Freiwilliger (Militär) am Ersten Weltkrieg teil. Von 1919 bis 1922 studierte er Rechtswissenschaft an den Universitäten Tübingen, Leipzig und Göttingen. 1924 wurde er in Göttingen zum Dr. jur. promoviert. Als Student war er dem Corps Suevia Tübingen beigetreten. Während seiner Studiumszeit organisierte er sich zudem in studentischen Freikorps. Ab 1926 arbeitete Mülberger in verschiedenen Anwaltskanzleien in Berlin, ehe er sich 1930 dort selbstständig machte.
Zum 1. Mai 1933 trat Mülberger in die NSDAP ein (Mitgliedsnummer 2.878.818). Im selben Jahr trat er in den Dienst des Reichsluftfahrtministeriums ein. 1934 wurde er zum Regierungsrat, 1936 zum Oberregierungsrat und 1940 zum Ministerialrat ernannt. Parallel dazu verlief auch seine militärische Karriere. Bis Kriegsende absolvierte Mülberger über 30 Feindflüge. Zuletzt wurde er im April 1945 Offizier zur besonderen Verfügung des Oberkommandos der Luftwaffe. Von April 1945 bis Februar 1948 war er in französischer Kriegsgefangenschaft. 1948 wurde er in seinem Spruchkammerverfahren als entlastet eingestuft; für ihn hatte unter anderem Karl Max von Hellingrath ausgesagt.
Nach der Kriegsgefangenschaft wurde Mülberger Mitglied der CDU. 1948 kandidierte er zunächst bei der Oberbürgermeisterwahl in Esslingen, unterlag jedoch Dieter Roser. Am 5. Dezember 1948 wurde Mülberger mit 60 Prozent der Stimmen zum Oberbürgermeister von Tübingen gewählt. Er setzte sich dabei gegen Amtsinhaber Adolf Hartmeyer (SPD) durch. Der Amtsantritt erfolgte am 3. Januar 1949. In dieser Funktion war er Mitglied des Hauptausschusses des deutschen und des württembergischen Städtetags. Im Oktober 1954 scheiterte bei der Wiederwahl zum Oberbürgermeister in Tübingen an Hans Gmelin. Mülberger erwarb einen Doktorgrad und wurde am 26. Februar 1955 Ehrensenator der Universität Tübingen. Von 1956 bis 1962 war er Leitender Regierungsdirektor im Bundesdienst und Abteilungsleiter bei der Wehrbereichsverwaltung V in Stuttgart. Von 1962 bis zu seinem Eintritt in den Ruhestand 1965 war er Präsident der Wehrbereichsverwaltung V.
Mülberger war verheiratet und hatte zwei Söhne.

## Oberbürgermeister von Tübingen
Als Oberbürgermeister war Wolfgang Mülberger im Juni 1949 angetan von der Idee, knatternde Motorräder zum ersten Tübinger Stadtring-Rennen in die Tübinger Südstadt zu holen. „Die Stadt Tübingen beweist damit, dass sie nicht nur eine stille Stadt der Wissenschaft ist, sondern dass sie an der modernen technischen Entwicklung lebhaften Anteil nimmt“, schrieb Mülberger in einem Grußwort zur Veranstaltung am letzten Juniwochenende 1949. Mülberger war nicht nur an der Freude der Zuschauer gelegen. Er wollte auch, dass der Einzelhandel vom Rennen profitiert. Deshalb setzte er durch, dass die Geschäfte auch am Rennsonntag geöffnet haben durften. Im Amtsblatt appellierte er an die Tübinger, nett zu den Gästen zu sein und forderte die Händler auf, „an eine geschmackvolle Herrichtung ihrer Geschäfte zu denken“.
50.000 Leute strömten damals in die Tübinger Südstadt, um Rennfahrer wie Schorsch Meier auf seiner Kompressor-BMW über den Dreieckskurs mit 124 km/h durch die Südstadt jagen zu sehen. So viele Menschen waren nie zuvor und danach nie wieder bei einem Sportereignis in Tübingen.

### Max-Planck-Institut für Eiweiß- und Lederforschung
Wolfgang Mülberger versuchte, das Max-Planck-Institut für Eiweiß- und Lederforschung als eine der Nachfolgeorganisationen der Kaiser-Wilhelm-Gesellschaft (KWG) nach Tübingen zu holen. Er entwickelte schon im April 1953 die Vision, dadurch „aus Tübingen ein neugeartetes ‚deutsches Cambridge‘ zu machen.“

### Stadtverband für Sport Tübingen
In einem Brief vom 22. Juli 1954 an Staatsanwalt Stein setzte sich Wolfgang Mülberger für die Wiedergründung des Stadtverbands für Sport Tübingen ein, wobei er sich auf eine vorherige Aussprache mit Herrn Stein bezog. In diesem Brief ging es um die geplante Doppelturnhalle in der Weststadt (die heutige Hermann-Hepper-Halle), um eine Umkleidehalle für Mutter und Kind im städtischen Freibad, um Schulsportfeste im Freibad, um Fördermittel der Stadt für die Vereine, um die finanzielle Reduzierung von Ehrenpreisen, die aus Kostengründen zukünftig nur noch als Buch- oder Bildergeschenke zu fördern seien, um die Wiederbelebung des Stadtlaufs im Bereich der Alleen und schließlich um das Überlassen von genügend Wasser für die Eisbahn auf den Plätzen des Tennisclubs in der Wilhelmstraße durch die Stadtwerke.
In diesem Brief kommt zum Ausdruck, was der Stadtverband auch heute noch vertritt: „Der Stadtverband sieht sich als Bindeglied des Tübinger Sports zwischen den sporttreibenden Mitgliedsvereinen und den sporttragenden kommunalen und öffentlichen Einrichtungen und Organisationen. Er dient als sportpolitisches Sprachrohr des Tübinger Sports.“

### Ehrenbürgerschaft von Theodor Haering
Er startete eine bis heute andauernde Debatte, als er aufgrund eines anonymen Vorschlags den fast 70-jährigen Theodor Haering in einer Sitzung des Kulturausschusses als möglichen Kandidaten für die Tübinger Ehrenbürgerschaft in Erwägung zog. Kurz darauf ging es im Herbst 1954 in Tübingen turbulent zu. Als sich Hans Gmelin bei der Stichwahl zum neuen Oberbürgermeister am 24. Oktober mit 54,8 Prozent gegen den Amtsinhaber Mülberger (45,2 Prozent) durchsetzte, folgte eine heftige Leserbrief-Debatte im Tagblatt insbesondere wegen der NS-Vergangenheit Gmelins.

## Ehrungen
- Großes Verdienstkreuz der Bundesrepublik Deutschland (1965)
- Bürgermedaille der Stadt Tübingen (1980)